# Turtles All the Way Down
Cet article concerne l'adaptation cinématographique. Pour le roman original, voir Tortues à l'infini.
Pour plus de détails, voir Fiche technique et Distribution.
Turtles All the Way Down est un film américain réalisé par Hannah Marks et sorti en 2024. Il s'agit d'une adaptation du roman du même nom de John Green.

## Synopsis
Aza Holmes est une jeune fille de seize ans. Elle est atteinte de trouble obsessionnel compulsif. Accompagnée de son ami, l'adolescente va tenter de retrouver Russell Pickett, un milliardaire porté disparu.

## Fiche technique
Sauf indication contraire, les informations mentionnées dans cette section peuvent être confirmées par la base de données cinématographiques IMDb,  présente dans la section « Liens externes ».
- Titre original et français : Turtles All the Way Down
- Réalisation : Hannah Marks
- Scénario : Elizabeth Berger et Isaac Aptaker, d'après le roman Tortues à l'infini de John Green
- Musique : Ian Hultquist
- Décors : Jennifer Klide
- Costumes :  Kairo Courts
- Photographie : Brian Burgoyne
- Montage : Andrea Bottigliero
- Production : Marty Bowen, Wyck Godfrey, Isaac Klausner

Producteurs délégués : Isaac Aptaker, Elizabeth Berger, Richard Brener, John Green, Bart Lipton, Laura Quicksilver, Nikki Ramey, Rosianna Halse Rojas et Paulina Sussman
- Sociétés de production : Temple Hill Entertainment et New Line Cinema
- Sociétés de distribution : Max (États-Unis, vidéo à la demande), New Line Cinema (États-Unis), Warner Bros. (international)
- Budget : N/A
- Pays de production :  États-Unis
- Langue originale : anglais
- Format : couleur - 2.35:1 - 35 mm - son : DTS / Dolby Digital / SDDS
- Genre : drame
- Durée : 111 minutes
- Dates de sortie[1] :
  - États-Unis : 2 mai 2024 (sur Max)
  - France : 19 juillet 2024 (vidéo à la demande)
- Classification[2] :
  - États-Unis : PG-13

## Distribution
- Isabela Merced : Aza Holmes
- Cree Cicchino : Daisy
- Felix Mallard (VF : Gauthier Battoue) : Davis
- Maliq Johnson (en) : Mychal
- Poorna Jagannathan (VF : Nathalie Homs) : Dr Kira Singh
- Judy Reyes (VF : Julie Turin) : Gina
- J. Smith-Cameron (VF : Martine Irzenski) : Pr Abbott
- Hannah Marks : Holly
- Debby Ryan : Quinn
- John Green : M. Adler
- Jason Kientz : Mark Holmes

 Source et légende : version française (VF) sur RS Doublage

## Production

### Genèse et développement
En 2017, Fox 2000 Pictures met une option sur les droits du roman Tortues à l'infini, avant même sa publication. John Green et Rosianna Halse Rojas (en) sont annoncés comme producteurs délégués,. En mai 2018, Elizabeth Berger et Isaac Aptaker sont annoncés comme scénaristes. Hannah Marks est annoncée comme réalisatrice en janvier 2019. Après l'acquisition de 21st Century Fox par Disney, Fox 2000 Pictures ferme ses portes et le projet est mis en pause. Il est finalement repris par New Line Cinema avec les droits de distribution pour HBO Max,.

### Attribution des rôles
Isabela Merced est annoncée en mars 2022. Judy Reyes, Cree Cicchino, Felix Mallard, J. Smith-Cameron, Poorna Jagannathan ou encore Maliq Johnson sont ensuite annoncés,.

### Tournage
Le tournage débute à Cincinnati, Ohio, le 26 avril 2022,. Les prises de vues s'achèvent en juin.

## Sortie et accueil
En janvier 2024, il est annoncé que le film aura un "First Look" au Savannah College of Art and Design's SCAD TVfest à Atlanta le 9 février 2024. Le film est ensuite diffusé sur Max le 2 mai 2024,.
Sur le site d'agrégation de critiques Rotten Tomatoes, le film obtient 85% d'avis favorables, pour 27 critiques et une note moyenne de 6,6⁄10. Sur le site Metacritic, qui utilise une moyenne pondérée, le film obtient la note de 64⁄100 pour 9 critiques.